# Jardín botánico de la meseta de Tajima

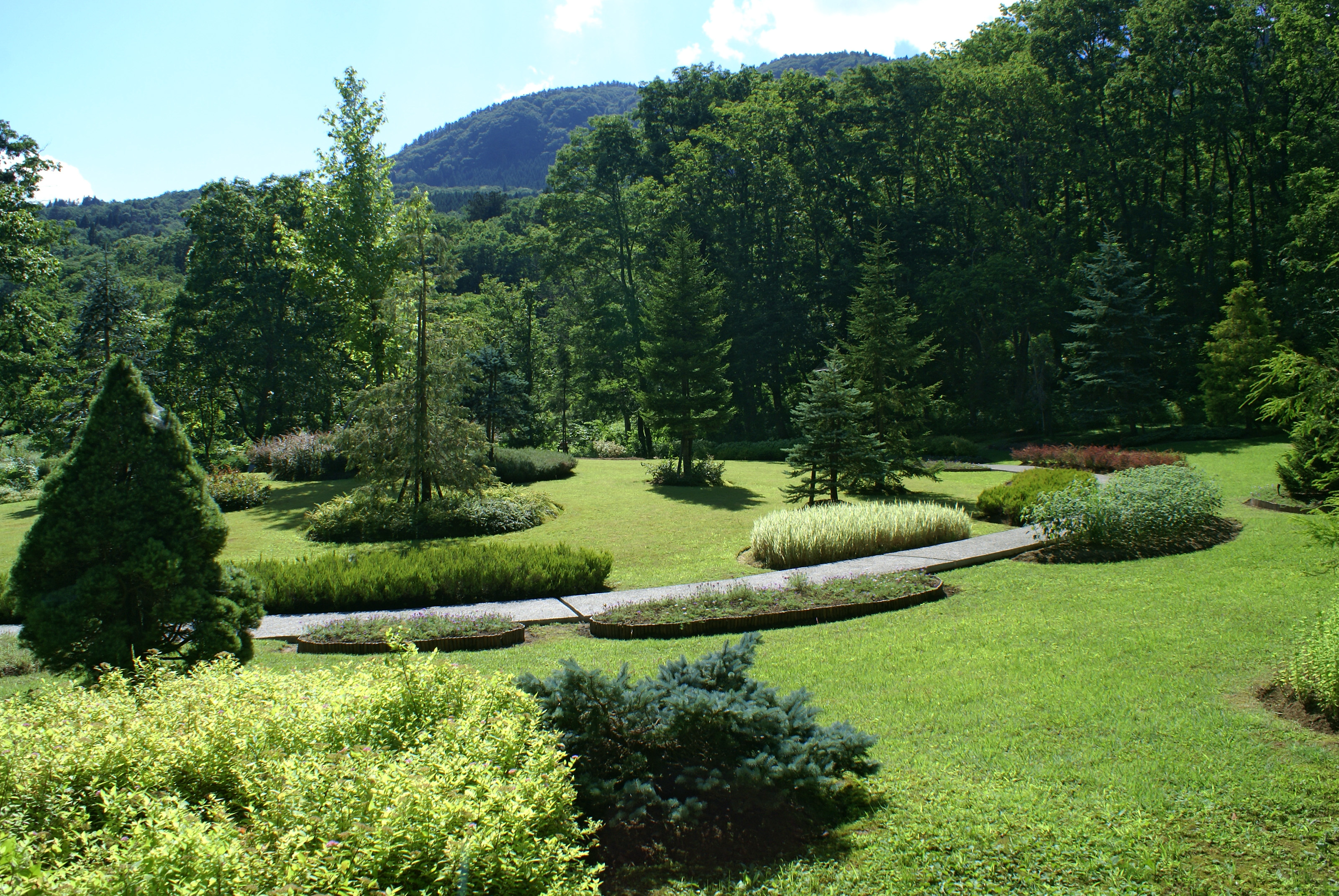
El Jardín Botánico de Tajima Plateau

El Jardín Botánico de la meseta de Tajima (但馬高原植物園 Tajima Kōgen Shokubutsuen?), es un jardín botánico de unas 17 hectáreas de extensión que se encuentra a unos 700 metros de altitud en Kami, prefectura de Hyogo, Japón.

## Localización
Se encuentra en el 709 Wachi, Muraoka-cho, Mikata Gun, Kami, Hyogo.
A unas dos horas de Kōbe, y a unos 40 minutos de Zentan, tomando el autobús desde la estación JR Youka a Hachikitaguchi, Japón.

## Historia

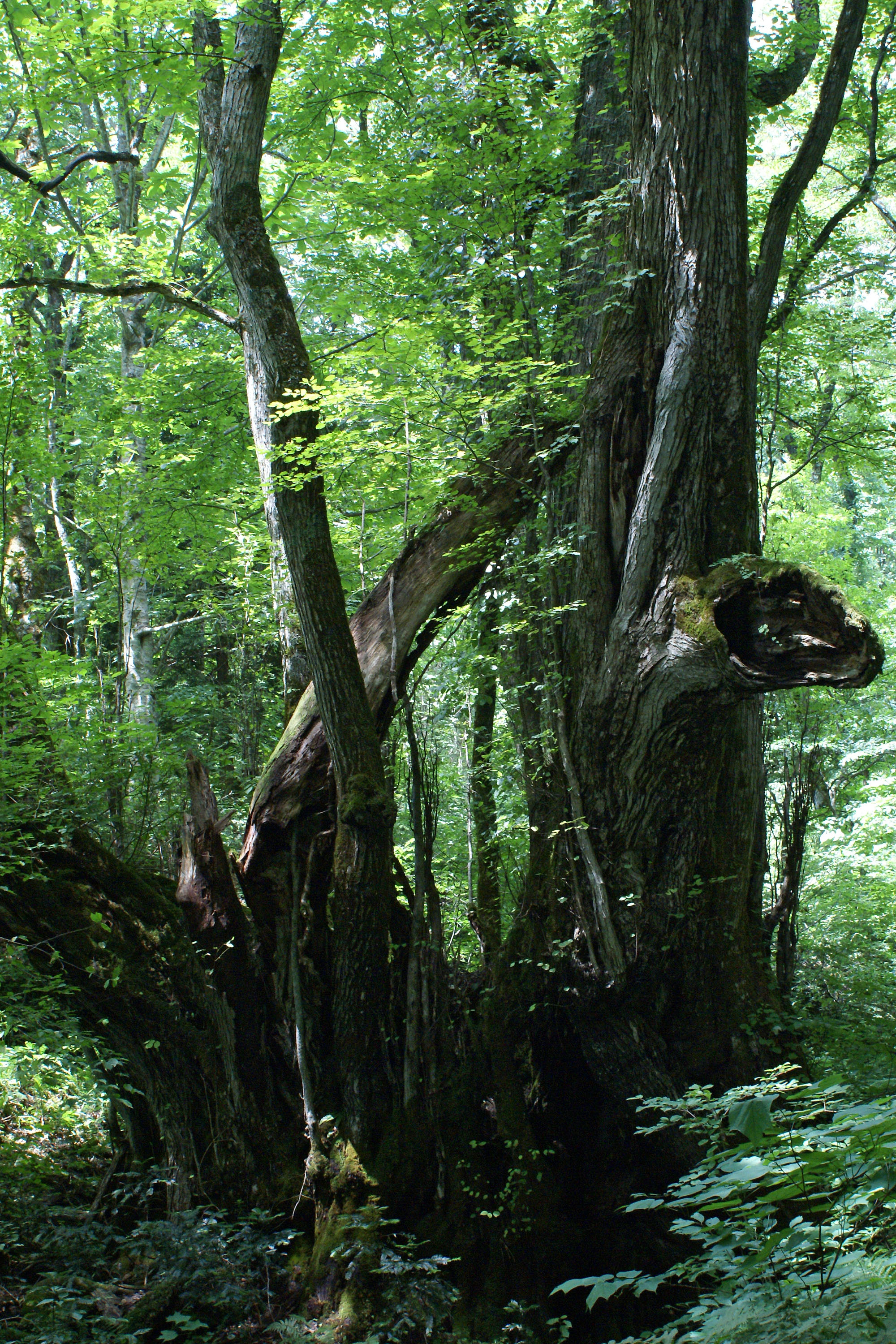
"El gran árbol Katsura de Wachi", árbol milenario, emblema del Jardín Botánico de Tajima Plateau.

Fue inaugurado en 1997.

## Colecciones
Aquí se encuentran más de 1 000 especies de plantas de la región en donde además se pueden admirar numerosas especies de aves e insectos.
En sus 17 hectáreas se encuentran un manantial que surge en su interior, un arroyo que atraviesa el jardín botánico, una laguna, y una zona pantanosa. 
Uno de sus mayores atractivos es el poder admirar un árbol ‘Katsura’ (Cercidiphyllum japonicum), de más de 1000 años de edad. 